# 32612 Ghatare
32612 Ghatare è un asteroide della fascia principale. Scoperto nel 2001, presenta un'orbita caratterizzata da un semiasse maggiore pari a 2,4421362 UA e da un'eccentricità di 0,0965493, inclinata di 7,52970° rispetto all'eclittica.